# Dolomiti Bellunesi (Fußballverein)
Die Dolomiti Bellunesi (Belluneser Dolomiten) ist ein italienischer Fußballverein mit Sitz in Belluno, der auch die Gemeinden Feltre und Sedico in der Region Venetien repräsentiert. 
Der Verein wurde im Juni 2021 durch die Fusion der drei Vereine A.C. Belluno 1905, Union Feltre und San Giorgio Sedico gegründet. Ziel war es, eine einzige Fußballvertretung für die gesamte Provinz Belluno zu schaffen.
Nach vier Spielzeiten in der Serie D erreichte der Verein in der Saison 2024/25 den ersten Platz in Gruppe C und stieg damit erstmals in die Serie C auf.
Der Verein trägt seine Heimspiele im Stadio Zugni Tauro (Feltre) aus, das Platz bietet für 1300 Zuschauer. Allerdings spielt Dolomiti Bellunesi derzeit vorübergehend im Stadio Omero Tognon in Fontanafredda (Provinz Pordenone, Friaul-Julisch Venetien), während das Zugni-Tauro-Stadion an die Anforderungen der Serie C angepasst wird.

## Geschichte
- 2021: Gründung der Dolomiti Bellunesi durch die Fusion von A.C. Belluno 1905, Union Feltre und San Giorgio Sedico.[2][3][4]
- 2021–2022: 7. Platz in der Serie D, Gruppe C.
- 2022–2023: 12. Platz in der Serie D, Gruppe C.
- 2023–2024: 2. Platz in der Serie D, Gruppe C; verlor das Playoff-Halbfinale.
- 2024–2025: 1. Platz in der Serie D, Gruppe C; Aufstieg in die Serie C.[5]
- 2025–2026: Teilnahme an der Serie C, Gruppe A.

## Erfolge
- Serie D/C: 1× (2024/25)